# Bart de Block
Bart de Block (Gent, 22 oktober 1968) is een Belgisch danser.
Zijn moeder was hoofdverpleegkundige en zijn vader was schoolmeester.
Aangemoedigd door zijn moeder begon De Block op 9-jarige leeftijd met danslessen. Op z'n elfde sloot hij zich aan bij het Koninklijk Ballet van Vlaanderen. Op zijn 19de werd hij, samen met Nederlandse Marieke Simons, gekozen om België en Nederland te vertegenwoordigen op het Eurovision Young Dancers van 1987.
Daarna werd hij hoofddanser bij de Deutsche Oper Berlin en stapte in 1995 over naar het Ballet Trockadero. Van 1997 tot 1999 danste hij bij de Mark Baldwin Dance Company en van 1999 tot 2001 bij het Koninklijk Ballet van Vlaanderen.
Anno 2015 werkt hij in de Koninklijke Balletschool Antwerpen als leraar klassieke dans.